# Emiliana Nchama
Emiliana Nchama Ndong (née le 24 octobre 1986) est une footballeuse internationale équatoguinéenne évoluant au poste de gardienne de but. 

## Carrière

### En club
Emiliana Nchama remporte cinq fois le Championnat de Guinée équatoriale féminin et six fois la Coupe de Guinée équatoriale féminine avec le Club Ewaiso. Avec le Deportivo Evinayong, elle obtient une Supercoupe de Guinée équatoriale.

### En sélection
Elle fait partie du groupe équatoguinéen vainqueur du Championnat d'Afrique féminin 2012 en tant que gardienne remplaçante.
Sa première compétition majeure internationale en tant que titulaire est la Coupe d'Afrique des nations féminine 2018., où elle joue deux matchs.